# Telford (Washington)
Telford az Amerikai Egyesült Államok északnyugati részén, Washington állam Lincoln megyéjében elhelyezkedő önkormányzat nélküli település.
Telford postahivatala 1909 és 1917 között működött. A település névadója M. A. Telford marhatenyésztő.

## Fordítás
- Ez a szócikk részben vagy egészben  a   Telford, Washington című angol Wikipédia-szócikk ezen változatának fordításán alapul.  Az eredeti cikk szerkesztőit annak laptörténete sorolja fel. Ez a jelzés csupán a megfogalmazás eredetét és a szerzői jogokat jelzi, nem szolgál a cikkben szereplő információk forrásmegjelöléseként.